# Kotjanska reka
Kotjanska reka (bulgariska: Кочанска река) är ett vattendrag i Bulgarien.   Det ligger i regionen Blagoevgrad, i den sydvästra delen av landet, 140 km söder om huvudstaden Sofia.
I omgivningarna runt Kotjanska reka växer i huvudsak blandskog. Runt Kotjanska reka är det glesbefolkat, med 8 invånare per kvadratkilometer.